# Marisol Valles
Marisol Valles Garcia (* 1990 in Ciudad Juárez, Bundesstaat Chihuahua, Mexiko) war Polizeichefin von Guadalupe, auch Praxedis Guadalupe Guerrero (Chihuahua), und wurde als 20-Jährige die jüngste Polizeichefin der Welt.
Valles, „die mutigste Frau von Mexiko“, studierte Kriminologie in ihrer Geburtsstadt und ist Mutter eines Sohnes.
Sie war der einzige Bewerber für den offenen Posten des Polizeichefs von Guadalupe, einer ländlichen Kleinstadt mit knapp 10.000 Einwohnern, etwa 70 Kilometer südöstlich der Grenzorte El Paso (Texas) und Ciudad Juárez (Mexiko). Am Montag, 18. Oktober 2010 wurde Valles im neuen Amt vereidigt. Die Polizeistation verfügt über zwei Polizisten und einen Polizeiwagen. Die Kleinstadt hat eine extrem hohe Kriminalitätsrate, ist Umschlagsort des Drogenhandels und gilt wegen ihrer Drogenkriminalität und Kämpfe der verschiedenen Drogenkartelle (siehe auch: Drogenkrieg in Mexiko) als gefährlichste Stadt Mexikos; im Juni 2010 wurde der Bürgermeister der Kleinstadt ermordet, mehrere Polizisten wurden ebenfalls umgebracht.
Knapp viereinhalb Monate nach ihrem Amtsantritt flüchtete sie mit einigen Verwandten in die USA, wo sie aufgrund von erhaltenen Morddrohungen Asyl beantragte. Zuvor hatte die 20-Jährige einige freie Tage beantragt, um außerhalb der Stadt „persönliche Angelegenheiten zu regeln“, und war seit Ende Februar 2011 nicht mehr zur Arbeit erschienen. Bürgermeister José Luis Guerrero hatte sie deshalb entlassen.